# Callogorgia verticillata
Callogorgia verticillata is een zachte koraalsoort uit de familie Primnoidae. De koraalsoort komt uit het geslacht Callogorgia. Callogorgia verticillata werd in 1766 voor het eerst wetenschappelijk beschreven door Pallas. 